# ウイスキーキャット
ウイスキーキャット（英：WhiskyCat）は、イギリスの主にスコットランド地方のウイスキーやビールの製造元で害獣駆除を目的として飼われている猫のこと。ディスティラリーキャット（英：Distillery cat/蒸留所の猫）、またはブリュワリーキャット（英：Brewery Cat/ビール醸造所の猫）、ネズミ（マウス）を捕ることからディスティラリーマウザー（英：Distillery mouser／蒸留所のネズミ捕り）、あるいは単にマウザーとも呼ばれる。その名は「害獣駆除員」の肩書きで蒸留所スタッフとして記録に残り、またその名前はウイスキーに関係するものが多い。

## 概要
ウイスキーやビールの原料である大麦は鼠や鳥の餌となるため、製造元では常にこれらの害獣の駆除が大きな課題になる。駆除剤などは大麦の香りを損ない製品の品質に影響を与えるため用いることができず、古くから猫が害獣駆除のために飼育されてきた。これらの猫はウイスキーキャットと呼ばれ、実用の必要性以上にマスコットとして大切にされてきた。
ウイスキーキャットは、始めから害獣駆除目的で迎え入れられることもあれば、勝手に住み着いた猫が受け入れられる場合もある。さらには、複数の蒸留所を渡り歩いたり、近接する幾つかの蒸留所を兼任したりすることもある。また同時に複数匹が在籍していることも珍しくはなく、ハイランドパーク蒸留所のように、代々同じ血筋の猫が職を引き継いでいる蒸留所があったりと、就任の有り様は様々な例が見られる。
貯蔵技術の向上や、食品製造業者が建物内で生き物を飼うことへの規制が強まるなどの結果、多くの製造元からウイスキーキャットは姿を消しており、現在飼われている猫の大半はマスコットとしての役割が大きい。

## 著名なウイスキーキャット
タウザー（Towser）
おそらく最も有名なウイスキーキャット。グレンタレット蒸留所で飼われていたメス猫のタウザー（Towser）で、1987年3月20日に死ぬまでの24年間に28,899匹の鼠を捕まえ、ギネスブックに記録されている。この猫は女王エリザベス2世と同じ誕生日であることでも有名で、1986年にタウザー名義で送られた女王へのバースディカードに対し、女王から「（人間の年齢に換算して）161歳の誕生日おめでとう」と記された返事が返ってきたという。孫のアンバーとその子のネクターもウイスキーキャットに就いたが、ネズミ嫌いのアンバーは人前に出ることが好きでマスコットの役割の方が大きい猫であったが、ネクターは逆に職に励み、職人たちも滅多にその姿を目にすることが無かったと伝えられる。2匹共に2004年に亡くなった。
スモーキー
ボウモア蒸留所に在籍した猫で、雑誌の『カントリーライフ』（en:Country Life (magazine)）によって「イギリスでもっとも美しい猫」として、選出されたが、2003年か2004年頃に亡くなっている。

## 関連作品
C・W・ニコルに、「ヌース」という猫が語り手で、「アザー・キャット」という猫を主人公とした『ザ・ウイスキー・キャット』という作品がある。
浦沢直樹・他・作の『MASTERキートン』単行本10巻6話に「ウイスキーキャットの村」という醸造所閉鎖のため引退したウイスキーキャット「ベサ」視点のエピソードがある。